# Борзов Олександр Олександрович
Олекса́ндр Олекса́ндрович Борзо́в (*10 серпня 1874, Воронеж — †6 березня 1939, Москва) — російський географ, заслужений діяч наук РРФСР (з 1935), професор Московського університету (з 1918).
Народився у Воронежі. Проводив геоморфологічні дослідження в Підмосков'ї, Приураллі, в басейні Південного Бугу. Вивчав питання розвитку акумулятивного рельєфу, створив теорію асиметрії річкових схилів і межиріч. Зробив перший опис з орографії і геоморфології європейської частини СРСР. Брав участь у складанні і редагуванні карт, в тому числі «Великого радянського атласу світу».